# 特別定額給付金
特別定額給付金（とくべつていがくきゅうふきん）は、日本における新型コロナウイルス感染症（COVID-19）による経済的影響への緊急経済対策の一施策として、2020年（令和2年）の安倍政権下で実施された日本に住民基本台帳がある世帯主に一人10万円の現金を給付する制度、またはその給付金である。自民党が連立を組む公明党の要求に配慮した施策であり、支給対象は全国民となり、財源の約12兆8800億円は国が全額負担した。給付に関する事務は、居住する市区町村が担った。

## 背景と推移

### 一律現金給付提起と議論開始
新型コロナウイルス感染症（COVID-19）による経済的影響への不安が広がる中、2020年3月18日に国民民主党代表玉木雄一郎が「全国民への現金10万円一律給付」を盛り込んだ経済政策を発表した。コレを皮切りに、自由民主党議員若手グループが現金一律給付を含む政策提言を3月30日に発表した。翌3月31日には、自民党が連立を組む公明党が、党として自民党に現金給付実施を求める提言を発表するなど全国民への現金一律給付案が議論されるようになった。

### 一律現金給付反対での自民党内論争決着
リーマン・ショック時に一律の現金給付をし、内閣府の調査で3/4が貯蓄に回って失敗に終わった「定額給付金」のある麻生太郎財務大臣は、「何に使ったか誰も覚えていない。（国民に）受けなかった」「必要なところにまとめて（給付する）という方が、より効果がある」「同じ失敗したくない」と現金の一律給付に反対し、現金給付には対象限定をするべきと述べた。その一方で、自民党の二階俊博幹事長は現金の一律給付を要求し、与党・閣内でも意見が分かれた。また、水面下では3月17日に岸田文雄政調会長が安倍晋三首相に対して「最も必要なのは現金。国民の安心につながる。」と提案し、一律現金給付の流れを作ろうとしていたことが報道された。安倍首相は3月28日の会見で一律給付に否定的な見解を示し、党内議論を決着させた。そのため、政策責任者である岸田政調会長も安倍首相の決定後は、それに従って党内の取りまとめにあたった。

### 立憲民主党の立場の変化
国民民主党が現金一律給付を主張する一方で、同党と統一会派を組む立憲民主党は当初現金一律給付案に消極的であり、立憲民主党所属の逢坂誠二も対象者等の制限のない給付は反対者が多いとしていた。しかし、2020年4月には、野党統一会派の提案として社会民主党と共に10万円一律給付を主張することとなり、最終的に反対派の主張は影を潜めることとなった。

### 安倍首相による対象限定30万円支給案の提起と撤回
2020年（令和2年）4月3日、安倍晋三首相が緊急経済対策として、「新型コロナウイルス等の影響に寄り収入が大きく減少した世帯に対して一世帯あたり30万円の現金給付」を表明。そして、その給付金の仮称を生活支援臨時給付金として、総務省が準備などを進めていた。しかし、安倍首相は同年4月17日の記者会見で、当初予定していた対象限定の30万円給付金する制度を撤回し、一律に1人あたり現金10万円を給付することに切り替えることを表明。4月20日、「新型コロナウイルス感染症緊急経済対策」の一施策として閣議決定された。予算総額約12兆円。4月30日、国会において所要の補正予算が成立。

#### 「生活支援臨時給付金」案
当初予定されていた、「新型コロナウイルス感染症の影響を受けた者に対する給付金」については、当初は下記の条件が検討されており、1世帯あたり30万円を給付し、市区町村へ自己申請することが想定されていた。
世帯主の2020年2月から6月の収入が以下の状況であること。
- 新型コロナウイルス感染症発生前に比べて所得が減少し、年間の所得が住民税非課税水準となる低所得世帯
- 新型コロナウイルス感染症発生前に比べて所得が半分以下になった世帯。年間の所得が住民税非課税水準の2倍以下となる世帯。
- ただし、世帯主（給与所得者）の月間収入が下記の基準額以下であれば、住民税非課税水準であるとみなす。
  1. 扶養親族等なし（単身世帯） 10万円
  2. 扶養親族等1人 15万円　以下、扶養親族が1人増える毎に5万円を加算

## 対象者・給付額
給付対象者は、基準日の2020年（令和2年）4月27日において、日本の住民基本台帳に記録されている者で給付対象者1人につき10万円。受給権者は、その者の属する世帯の世帯主。国内に住む日本国民と3か月を超える在留資格などを持ち、住民票を作成している外国人が対象となる。同年4月28日以降に死亡した場合も、対象となる。ただし、世帯の構成員が全員死亡した場合（主に、単身世帯において、その構成者が死亡した場合）は、給付の対象世帯が消滅することから、支給されない。戸籍がなく住民基本台帳に登録されていなくても、要件を満たせば対象となる。一定の基準日において住民基本台帳に記録されている者等とした条件が、憲法14条に定める法の下の平等の規定に違反するのか否かが争そわれた裁判の判決によれば、これに違反しない。
申請の開始日と支給の開始日は、市区町村が定めることとなり、郵送での受付開始日から3ヵ月以内に申請する必要がある。市区町村からの郵送による申請方式とオンライン申請方式（マイナポータル）がある。2020年5月1日時点で679市区町村がマイナポータルによる申請受付を開始した。銀行口座を所有できないなどやむを得ない事情の場合のみ市区町村窓口での申請・受け取りも可能である。例として、受給権者が世帯主であることから、世帯主よりドメスティックバイオレンス、虐待、性暴力を受けている、貧困などにより給付金が行き届かない懸念がされていた。それを受け総務省は対象者が「現在住んでいる、避難をしている自治体」に住基支援措置の申請、警察署、福祉事務所、児童相談所でDV被害相談、虐待被害の申告を行ったときに発行されるDV被害証明、虐待被害証明などの必要書類を添付し申請することで給付金の受け取りを可能にしかつ受給権者への支給を差し止める特例を設けた。

### 課税の取扱い・生活保護などにおける取扱い
特別定額給付金については、所得税及び住民税は非課税である。給付金は所得としてみなされないので、確定申告の必要はない。また趣旨・目的に鑑み、生活保護受給者における収入や資産として認定しない。
特別定額給付金も生活保護、児童扶養手当、刑務作業報奨金、犯罪被害者給付金などと同様に民事執行法、国税徴収法、破産法の差押禁止財産である。
また、児童相談所一時保護所、児童養護施設、児童自立支援施設、少年鑑別所、少年院、少年刑務所、刑務所、拘置所、代用刑事施設に収容されている被疑者、被告人、入所者、死刑囚、受刑者、被収容者も支給対象であった。

## 自治体の対応
国の予算が成立する前に申請に向けた動きを行っている自治体もある。熊本県産山村では4月27日に申請書類を送付し、5月1日には給付を開始する見込み。茨城県笠間市では、4月28日13時から（申請書の発送は5月中旬を予定）マイナポータルを活用した申請の受付を開始している。郵送等による申請は原則として自治体からの案内をもって受け付けることとなっているが、千葉県市川市ではホームページからのダウンロードによる申請書での受付を4月27日から開始している（郵送による案内は6月上旬を予定）。京都府井手町は4月27日、国と同時に2万円を給付すると発表。東京都荒川区ではホームページからのダウンロード、および区役所・区民事務所配布による申請書での受付を5月7日から開始した。
郵送の申請書で「特別給付金の受け取りを希望しない」の欄に間違ってチェックを記入し、意図せず受給を辞退するケースが発生しているため、自治体では注意を呼びかけている。秋田県秋田市、東京都荒川区など一部の自治体では、「特別給付金の受け取りを希望しない」という欄を設けていない申請書を郵送している。
また、東京都新宿区は感染により仕事などに影響が出る人がいるとして、感染が確認された区民に1人当たり10万円の見舞い金を支給することを2020年7月9日に決めた。
受給資格の対象となる基準日4月27日に住民基本台帳に登録されていれば原則として受給資格があるが、申請書が届かないうちに死亡し、受給できなくなるケースが各地に出ている。総務省や市によると、定額給付金は世帯単位で申請することで受給できる仕組み。複数人の構成員がいる世帯では申請書が届く前に死亡しても世帯主が死亡した者の分も請求できるので受給可能である。しかし、単身世帯の場合申請書が届く前に死亡すると世帯が消滅するので受給できず、名古屋市の場合、申請書の郵便発送開始は5月25日、発送を終えたのは6月20日と他都市と比べ遅れ、その間に単身世帯の構成者が死亡すると基準日に生存していても郵送で申請できないので事前にオンライン申請を行っていなかった場合は受給できない。独自の救済策を打ち出した長崎県大村市は4月27日から同市の申請期限の8月18日までに亡くなった単身世帯の市民に対し、市独自の財源で相続人に各10万円を給付している。名城大学都市情報学部教授（行政学）の昇秀樹は、個人ではなく世帯に対して給付する従来の行政の考え方が、今回の問題を招いた背景にある。国民1人1人に給付すべき。国民が申請しなくては給付を受けられない行政の考え方も特別給付金にそぐわない。今後はマイナンバーと関連した銀行口座を国民が1つ所有するなど、行政が個人に対して迅速に給付できる仕組みづくりを急ぐべきとしている。基準日後に死亡した単身世帯のお年寄りらが給付対象外になる問題で、名古屋市長の河村たかしは、2020年7月16日「不公平な制度だ。今後、市として制度改正を要望していく」と述べ、国に改善を求める意向。制度設計について河村は「単身世帯の人が亡くなっても、遺族に相続権があるはず。それを奪うことはできないのでは」と指摘した。
愛知県大府市など、2020年4月28日以降に生まれた新生児に対しても、独自の給付金支給制度を設けている自治体も存在する。

### オンライン申請の中止
オンライン申請については、受給権者ではない世帯主以外からの申請や入力ミス等があり、自治体側の確認作業が負担となるため、途中から受付を中止する事例が発生した。東京都荒川区では、混乱防止のためsalesforceによる独自システムを構築し、郵送申請とオンライン申請を一括で管理できるようにした。香川県高松市、東京都八王子市など一部自治体では申請の不備が多く確認に手間がかかる事からオンライン申請の受付を中止すると発表した。
混乱の背景には、2008年3月6日の「住基ネット最高裁判決」により、住民の氏名・住所・性別・生年月日（「基本4情報」）を送信してはならないとされた、情報提供ネットワークシステムの運用ルールの存在が指摘されている。

### 独自のオンラインサービスの展開
兵庫県加古川市はネットを活用した独自のサービスを次々に打ち出し、申請処理状況を市のホームページで確認できるようにしたほか、5月27日からマイナンバーカードがなくても郵送された申請書に記載された「照会番号」を用いたオンライン申請を導入した。

### 支給の遅れ
多くの市町村では5月末日までに申請書の配布がされたが、給付金の支給については、大都市圏と地方では給付率の差異が見られた。令和2年6月24日時点で全国平均で67.2%の給付がなされているにもかかわらず、同時期の給付率は、大阪市は3%、千葉市8%、名古屋市9%に留まった。ただし大都市であっても、札幌市は92%、神戸市は78%、福岡市は53%であった。
総務省が公表している給付率の推移は以下の通り。
| 日付           | 給付額    | 給付率 |
| -------------- | --------- | ------ |
| 令和2年6月05日 | 03.85兆円 | 30.2%  |
| 6月10日        | 04.91兆円 | 38.5%  |
| 6月12日        | 05.96兆円 | 46.8%  |
| 6月17日        | 06.94兆円 | 54.5%  |
| 6月19日        | 07.73兆円 | 60.7%  |
| 6月24日        | 08.56兆円 | 67.2%  |
| 6月26日        | 09.12兆円 | 71.6%  |
| 令和2年7月01日 | 09.73兆円 | 76.4%  |
| 7月03日        | 10.34兆円 | 81.2%  |
| 7月08日        | 10.87兆円 | 85.4%  |
| 7月10日        | 11.19兆円 | 87.8%  |
| 7月15日        | 11.58兆円 | 90.9%  |
| 7月17日        | 11.85兆円 | 93.0%  |
| 7月22日        | 12.12兆円 | 95.2%  |
| 7月29日        | 12.26兆円 | 96.3%  |
| 7月31日        | 12.32兆円 | 96.8%  |
| 令和2年8月07日 | 12.44兆円 | 97.7%  |
| 8月14日        | 12.52兆円 | 98.3%  |
| 8月21日        | 12.55兆円 | 98.5%  |
| 8月28日        | 12.59兆円 | 98.9%  |
| 令和2年9月04日 | 12.62兆円 | 99.1%  |
| 9月11日        | 12.65兆円 | 99.3%  |
| 9月18日        | 12.65兆円 | 99.4%  |
| 9月25日        | 12.66兆円 | 99.4%  |
| 令和3年3月31日 | 12.67兆円 | 99.7%  |

## 現金給付の問題点・解決策

### 用途や期間の限定不可による支給効果縮小
現金給付には、クーポン券などのように新規発行に時間がかからないという利点はあるものの、使用期限や用途制限がないために即時的な消費喚起にはつながりにくく、本来の支給目的である景気刺激効果が限定的であるという大きな課題がある。「給付」の解決策として、新たな印刷作業も不要なだけでなく、使用期限や用途設定設定など限定させられることで受給後から即座に経済活性化効果がある電子ポイントによる「給付金」が良いと指摘されている。実際に、現金の支給だった特別定額給付金は7割が貯蓄にされてしまっている。

### 公金受取口座制度の未導入による各種弊害

#### 事務作業負担・受給までの時間的遅延
日本では他の先進国とは異なり、口座とマイナンバー制度の紐づけ(個々人の公金受取口座の登録)が未導入だった。制度導入後でも「財産を国や自治体に知られてしまう」 「情報漏洩の可能性がある」など主張してきて登録制度反対者もいる。そのため、地方自治体が住民票の世帯主に申請書を一律送付し、住民が記入して返送してきた書類に基づいて支給作業を開始するという、公金受取口座制度があれば要らない事務作業の時間が必要となる。公金口座制度が反対論に押し切れずに未導入だったことだったことに加えて、麻生内閣でリーマン・ショック時に実施した定額給付金とは異なり準備期間等がほとんどなかったことも重なり、前述のように他の自治体よりも給付が大幅に遅れる自治体も発生した。公金受取口座登録制度が整備されていない状況下で現金給付を実施する場合のみ必要となる大きな負担（コスト）として、市区町村が事務処理の大部分を担う必要ことにある。地方自治体は、申請書の印刷・発送、住民からの問い合わせ対応を行うコールセンター業務、申請内容の確認作業などを、自治体職員と外部委託業者が分担して行った。日本の住民票登録者という膨大な数の申請の中でも、最も手間がかかったのは、紙による申請書に記載された口座情報の入力作業である。これには、申請者から返送された書類を1件ずつ手作業で確認する必要があった。国民一人当たり10万円の現金支給のために1200円前後ずつかかっているため、事前にもしも反対論を押し切って、日本政府が口座とマイナンバー制度の紐付けを義務化していれば、給付の迅速化・事務コストの削減が可能であったと指摘されている。
逆にアメリカや台湾、韓国など他の先進国では、コロナ禍以前から個人認証システムと銀行口座の情報が紐付けられていたため、登録情報から即座の現金給付が可能である。

#### 在留外国人など支給対象に対する批判
この事業費総額は12兆8802億円であり、約1458億円のコストをかけて日本の居住者に配布された。審査や給付の迅速化を図るために、「一定の基準日において住民基本台帳に記録されている者等」以外には無条件で「全ての日本の居住者(3ヶ月以上滞在予定のある外国籍である在留外国人含む)」に配布されることとなった。
支給対象は在日本の日本国籍者という訳ではなく、「住民登録者」となっているため、在日外国人にも支給された。日本では令和2年度（2020）以降で日本政府が実施主体に限定すふと、外国製の住民登録者に4千億円以上の給付金がされたという実態がある。そのため、2025年4月の石破政権時点で特別定額給付金と同じ支給対象に10万円配る時には、在留外国人が360万人いるので、3600億円が外国人に配られることになる。この支給対象の問題を日本維新の会の議員が追及し、今回もしも給付金をやるなら支給対象を日本国民に限定する是正を求めた。
議会での立法を避け、閣議決定で支給を決めたのは財政民主主義に反し、法令に基づかない内部規則のみによる支給は法律による行政の原理、とりわけ法律の留保の原則を逸脱しているという批判が当時起きた。住民基本台帳に記録されていないものの居住者である者には給付金は不支給となったが、そのことから違憲可能性を訴えた者が出たが、最高裁は「特別定額給付金給付事業費補助金交付要綱について」で給付対象者を「一定の基準日において住民基本台帳に記録されている者等」と定めたとは合憲であるとした。